# チェニジー
チェニジーは、ジャッキを使わずに巻ける簡易着脱型タイヤチェーン。作家の安部公房が発明した。

## 概要
安部公房は、冬に仕事場のある箱根への往復など、タイヤチェーンを着脱する機会が多かった。通常のチェーンは、ジャッキアップして付けるかチェーンを道路に敷いてタイヤを転がすかしかなかったが、それは坂道や泥の雪道などでは不可能に近い。あれこれ試行錯誤しているうちに、梯子状の鎖の横棒を1本分ずらせばよいと思いついた。「従来あるやつの長い方の2本の鎖を1段ずらし　短い方の1本をはずせるようにしてみたら　かなりブキッチョな人でも10分で装着できた。」と、車を動かさずにタイヤの上からかぶせて取り付けるチェーンを考え出した。
1982年4月に実用新案を出願し、翌年10月に「昭58-150506」として公開された。
1985年12月12日から西武百貨店で試作品を実験的に300セット（あるいは400ケース）を売り出したところ、飛ぶように売れて完売した。このときから商品を「チェニジー」と命名。取り扱い説明書には「簡単でやさしい車のチェーン CHAIN＋EASY＝チェニジー」とある。
チェニジーは、1986年5月5日にニューヨークで開催された「第10回国際発明家エキスポ86」で銅賞を獲得したと報じられた。ただしこれは「国際発明」と銘打っているものの、日本の発明家であるドクター中松こと中松義郎が会長となっている国際発明協会のコンテストであり、会場をニューヨークで開催したものであった。安部は、商品発売元の西武の担当者に、出品を「なんとなくすすめてみただけ」と語っている。
この西武百貨店とクラリオンの販売店を通じて、同年11月1日から本格的な販売がはじまった。製造は椿本チエイン。タイヤの幅に応じて12種類で、価格は付属品を含めて7000円から1万1000円。3万セットを売り出す予定で、1つ売れるごとに100円前後が安部の手許に入る契約だったという。
安部公房の娘ねりは、両親の死後に初めて雪の箱根で「チェニジー」を装着することになった。普通のチェーンは15分ほどで取り付けられるねりだったが、付属のフックつきの長い棒をもちいて取り付け、「ジャッキアップしないでも服を汚さずチェーンができる優れもの」とし、「私は父の魂に、これなかなかいいよ、と報告した。」と書いている。